# Creatonotos aurantiaca
Creatonotos aurantiaca är en fjärilsart som beskrevs av Rothschild 1910. Creatonotos aurantiaca ingår i släktet Creatonotos och familjen björnspinnare. Inga underarter finns listade i Catalogue of Life.